# Linia kolejowa nr 776
Linia kolejowa 776 – jednotorowa, niezelektryfikowana linia kolejowa znaczenia miejscowego łącząca stację Marciszów z ogólnodostępną bocznicą szlakową i przystankiem osobowym Wojcieszów Górny.
Linia stanowi jeden z czynnych fragmentów dawnej linii kolejowej Marciszów – Jerzmanice-Zdrój (obecnie Krzeniów II – Jerzmanice-Zdrój).

## Galeria

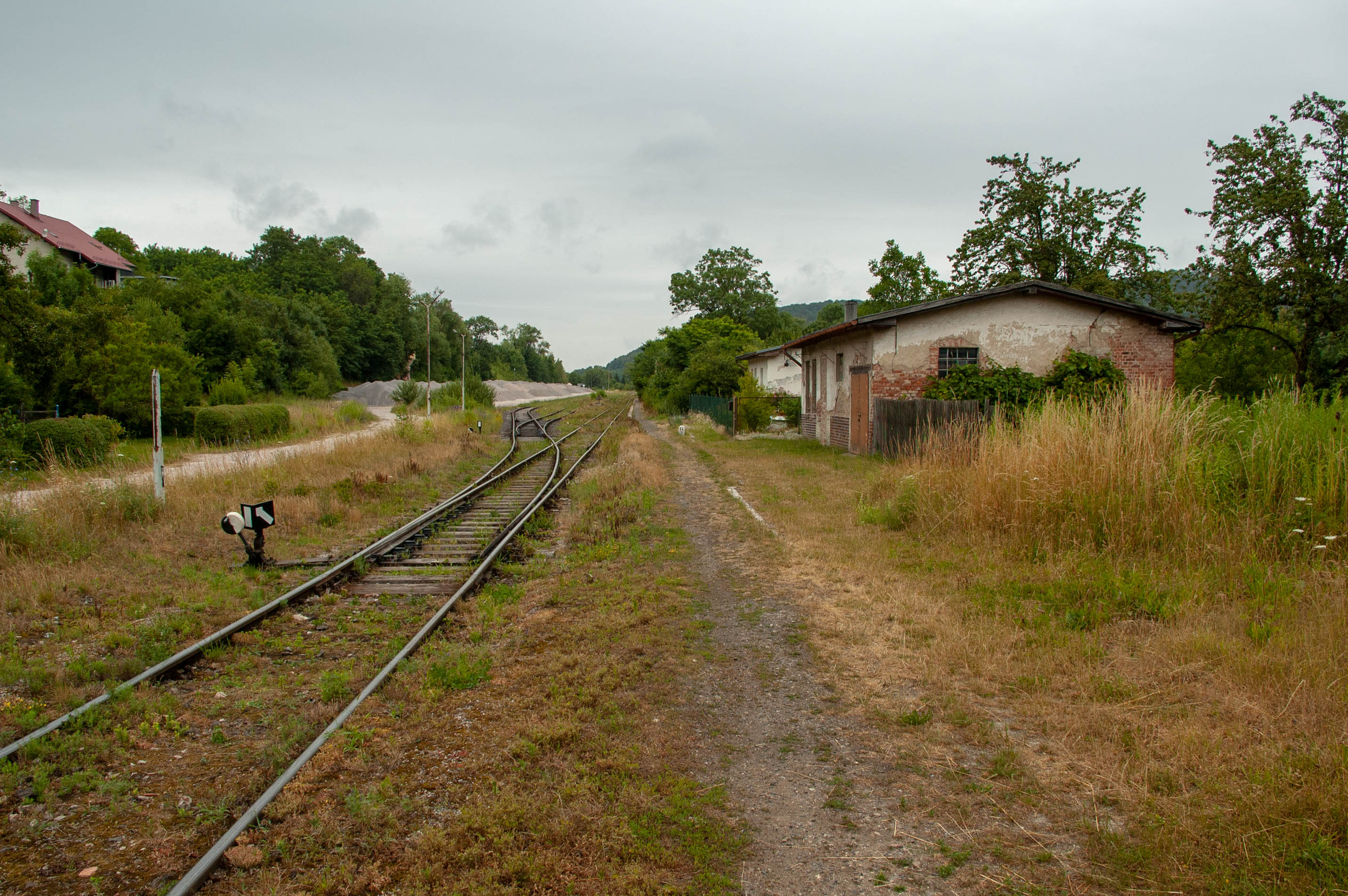
Początek bocznicy szlakowej Wojcieszów Górny
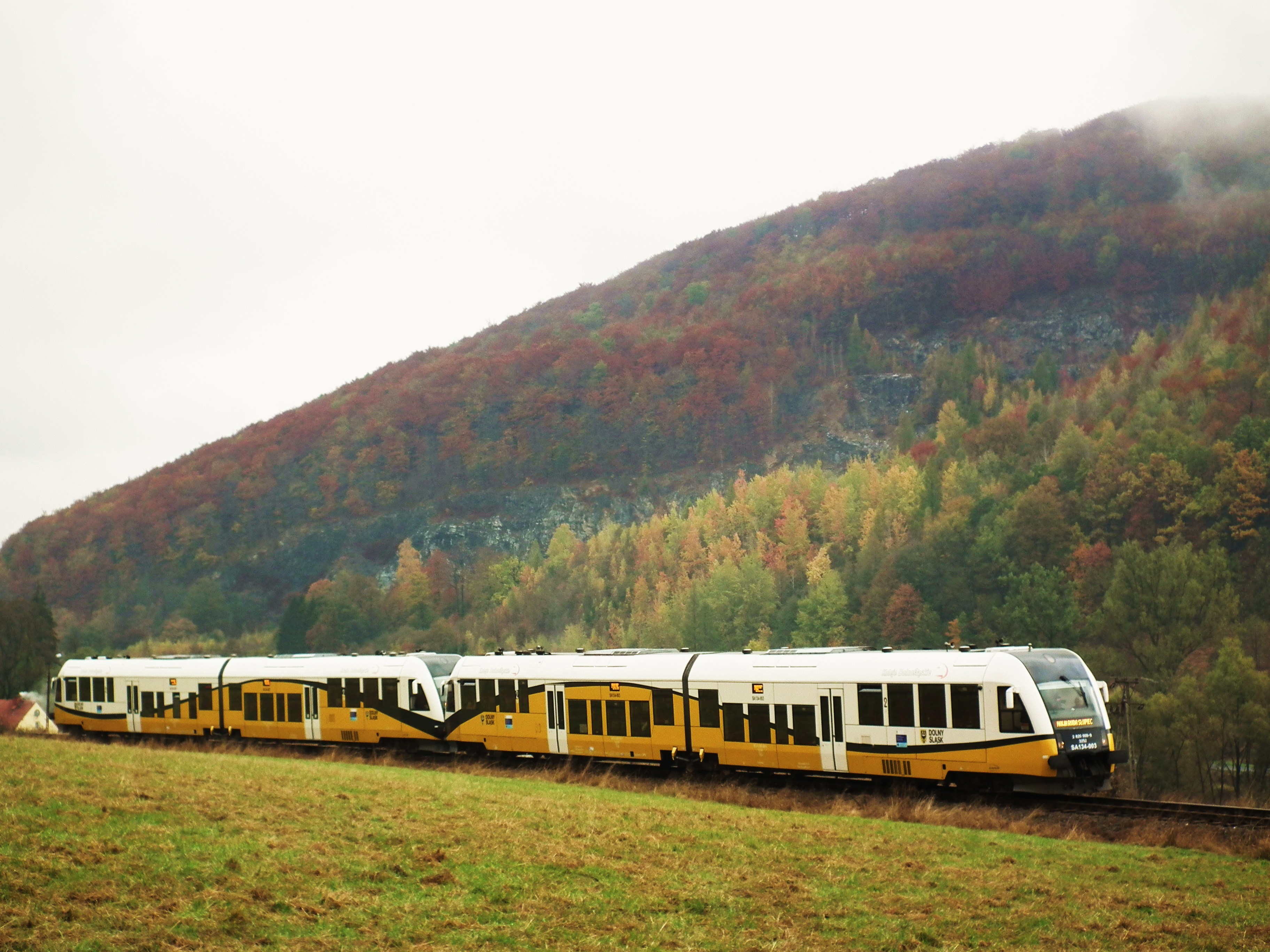
Pociąg Kolei Dolnośląskich na odcinku Wojcieszów – Kaczorów
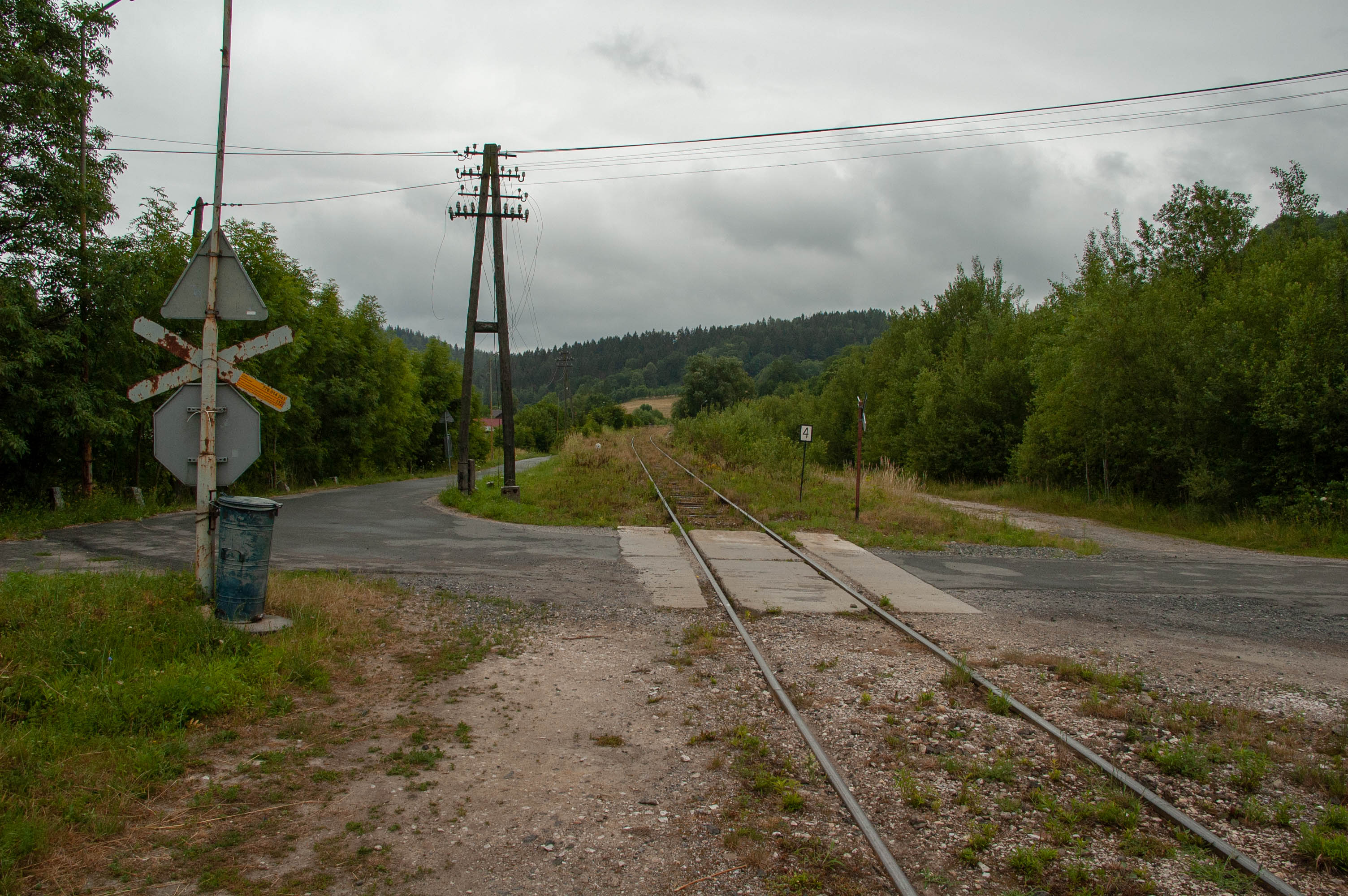
Przejazd kolejowo-drogowy w Wojcieszowie